# Karlie Hay
Karlie Denise Hay (Tomball, 12 de diciembre de 1997) es una modelo y ex reina de belleza estadounidense, fue la ganadora de Miss Teen USA 2016, representando al estado de Texas.

## Biografía
Nació en la ciudad de Tomball, estado de Texas. Cuando era niña, algunos de los miembros de su familia lidiaban con el alcoholismo y el abuso de sustancias. Se graduó de Tomball High School en el 2016, donde fue animadora. Actualmente, Hay asiste a Universidad de Texas A&M para estudiar negocios.

## Miss Teen USA 2016
Hay representó a Kemah en el concurso Miss Texas Teen USA 2016. El 29 de noviembre del 2015, fue coronada como ganadora por la titular saliente Chloe Kembel, derrotando a la primera finalista, Thekla McCarthy, de La Grange.
El 30 de julio del 2016, Hay fue coronada Miss Teen USA 2016 por la reina saliente Katherine Haik de Luisiana, la Miss Teen USA 2015. Derrotando a la primera finalista, Emily Wakeman de Carolina del Norte.

### Controversia por Internet
Casi inmediatamente después de la coronación de Hay como Miss Teen USA 2016, se lanzaron capturas de pantalla de su cuenta de Twitter que data de 2013 y 2014, y Hay usó repetidamente la palabra "Negra". Esto provocó indignación entre los fanáticos, quienes acusaron a Hay de racismo. La Miss Teen USA 2010 Kamie Crawford, condenó a Hay por no limpiar su cuenta de Twitter antes de convertirse en una figura pública. Hay pasó a disculparse en su cuenta de Twitter por lo que llama lenguaje del que "no está orgullosa y que no hay excusa".
| Predecesor: Katherine Haik Luisiana | Miss Teen USA 2016       | Sucesor: Sophia Dominguez-Heithoff Misuri |
| Predecesor: Chloe Kembel            | Miss Texas Teen USA 2016 | Sucesor: Kirby Lindley                    |